# Young Legionnaire
Young Legionnaire es una banda británica de Post-Hardcore integrada por Paul Mullen (guitarrista y vocalista de The Automatic y anteriormente Yourcodenameis:Milo), Gordon Moakes (bajista de Bloc Party) y el baterista Dean Pearson

## Historia
En 2006 cuando Mullen formaba parte de Yourcodenameis:milo comenzó un proyecto de colaboración llamado "Print is Dead Vol. 1". La idea de las bandas era trabajar en el estudio de YCNI:M, en Newcastle y no gastar más de un día en escribir la canción para el disco. Moakes fue uno de los músicos que participaron en el proyecto, realizando la canción "Wait a Minute". Esto dio inicio a trabajar juntos de nuevo, pero Mullen tenía compromisos con Yourcodenameis:milo, posteriormente la banda se separó en 2007 y luego Paul se unió a The Automatic como guitarrista y vocal. Mientras tanto, Gordon seguía con Bloc Party. 
Durante 2009, Mullen y Moakes comenzaron la banda, luego Bowerman se les uniría. En diciembre del mismo año, con Bloc Party en hiato y, The Automatic y La Roux inactivos durante el receso de Navidad, la banda entró al estudio. 
En enero del 2010 la banda reveló su nombre: Young Legionnaire. Tuvieron su primer concierto a finales de enero en Londres. La banda lanzara su primer sencillo "Colossus" el 16 de agosto pro Holy Roar Records.

## Discografía
- Crisis Works (2011)